# Valeri Beim
Valeri Beim est un joueur d'échecs et un auteur de livres sur les échecs soviétique puis israélien et autrichien né le 17 mars 1950 à Odessa en Union soviétique.

## Biographie et carrière
Valeri Beim émigra en Israël en 1990. Il obtint le titre de maître international en 1990 et celui de grand maître international en 1994.
Beim représenta Israël lors de l'Olympiade d'échecs de 1990, marquant 4,5 points en huit parties comme l'échiquier de réserve (c'est-à-dire comme remplaçant).
Il remporta les tournois :
- de Budapest en avril 1994 et mai 1995 ;
- de Linz en 1997 ;
- l'open de Schwarzach im Ponga 1997 ;
- l'open rapide de Francfort (Chess Classic) en 2007.

Il est affilié à la fédération autrichienne des échecs depuis 2000.

## Publications
- Chess Recipes from the Grandmaster's Kitchen. Gambit, 2002,  (ISBN 978-1-901983-55-5)
- Understanding the Leningrad Dutch. Gambit, 2003,  (ISBN 978-1-901983-72-2)
- Lessons in Chess Strategy. Gambit, 2003,  (ISBN 978-1-901983-93-7)
- How to Play Dynamic Chess. Gambit, 2004,  (ISBN 978-1-904600-15-2)
- How to Calculate Chess Tactics. Gambit, 2006,  (ISBN 978-1-904600-50-3)
- Paul Morphy, a modern perspective. Russell, 2011,  (ISBN 1-888690-26-7)
- The Enigma of Chess Intuition: Can You Mobilize Hidden Forces in Your Chess?, New in Chess, 2012
- Back to Basics:Strategy, Russell, 2016

### Livres traduits en français
- Leçons de stratégie aux échecs, Olibris, 2005
- Comment Jouer Dynamique, Olibris, 2007
- Bien calculer aux échecs, Olibris, 2015